# Chiostro dei Miracoli
Il chiostro dei Miracoli è uno dei chiostri storici di Napoli; è situato nel centro storico, nell'omonimo complesso religioso.
Facente parte del monastero di Santa Maria della Provvidenza, fu edificato per volontà di Giovan Camillo Cacace che investì, quasi tutti i suoi averi monetari, nella costruzione di una cittadella religiosa per le francescane. Colpito dalla peste del 1656, le sue volontà furono comunque prese a cuore ed esaudite dall'ordine dei governatori del Pio Monte della Misericordia, il quale, immediatamente provvidero all'acquisto di un vecchio monastero. Esso fu ristrutturato secondo i dettami scritti nel testamento del Cacace, infatti, venne dotato di spazi ampi, austeri ed ariosi. 
Il vecchio monastero, che già era dotato di un piccolo chiostro, non venne distrutto o modificato da Francesco Antonio Picchiatti; questi, preferì costruirne un altro ben più grande e con 36 vaste arcate. Due lati del nuovo chiostro furono aperti a loggia, mentre, un fabbricato a due piani adibito a dormitorio, sovrastava i restanti corridoi. I lavori di ristrutturazione ed ingrandimento cominciarono nel 1663 e si conclusero nel 1675 (anno in cui il complesso fu affidato a Maria Agnese Caracciolo). In questo periodo, i suoi giardini erano molti coltivati, soprattutto l'area antistante la chiesa; in seguito, per via del terreno mal odorante (a causa del concime utilizzato) ben presto gli abitanti della zona si ribellarono a tal punto che le religiose furono costrette a sradicare tutti gli ortaggi. In seguito, il terreno fu donato ai cittadini che lo trasformarono in una piazza.
Nel 1808, per via della soppressione degli ordini, il complesso fu riadattato ad orfanotrofio militare e i suoi pregevoli giardini coltivavano aranci, cedri, ecc.. Nel 1813, per volontà di Carolina Bonaparte, regina di Napoli e sorella di Napoleone, il chiostro grande fu adibito ad Educandato femminile Real Casa Carolina. In tempi recenti i chiostri sono stati utilizzati per luoghi di ricreazioni di alcuni edifici scolastici della zona. Oggi, risulta che il chiostro piccolo è usato come palestra, mentre, il chiostro grande, che attende la sua destinazione di uso, ha perso parte della sua struttura architettonica.